# Полтавка (Алтайский край)
Полтавка — упразднённое село в Бурлинском районе Алтайского края. Входило в состав Устьянского сельсовета. Ликвидировано в 1959 г.

## История
Основано в 1913 году. В 1928 г. украинский посёлок Полтавский состоял из 45 хозяйств, центр Полтавского сельсовета Ново-Алексеевского района Славгородского округа Сибирского края. Сельскохозяйственная артель «Союз бедноты». С 1950 г. отделение укрупненного колхоза имени Жданова. С 1957 г. отделение Новоалексеевского совхоза № 2. С 1961 г. в составе Устьянского сельсовета.

## Население
В 1928 году в посёлке проживало 254 человека (147 мужчин и 107 женщин), основное население — украинцы.